# Klement Mária
Klement Mária modell, manöken a Magyar Divat Szövetség alelnöke. Poliglott (többnyelvű) személy, kiválóan beszél angolul, olaszul, és franciául.

## Élete
Az 1970-80-as évek ismert manökenje. Sportolt, atlétizált, kézilabdázott, és versenyszerűen nyolc évig úszott. Vendéglátóipari szakközépiskolát végzett. francia nyelv, angol nyelv, olasz nyelv nyelveket tanulta, nyelvvizsgázott. Sportriporteri pályán képzelte el a jövőjét, de manöken lett. Elvégezte az Állami Artistaképző Intézet fotómodell és manöken tanfolyamát.
A NÖREMÉ (Női és Leánykaruha Nagykereskedelmi Vállalat) szakmai bemutatóján debütált. Ezt követően sorban kapta a felkéréseket fotózásokra és divatbemutatókra. Fotói reklámkiadványokban, valamint a  magazinok címlapjain jelentek meg: Például Ez a Divat. A 80-as évek végéig volt manöken.
1984-ben alapította cégét, a Bravo-Team Divatáru Kereskedelmi Kft-t
.
A Vámos Magda által alapított Magyar Divat Szövetség Egyesület alelnöke.
Két leánygyermek édesanyja.